# Ай-Тодор

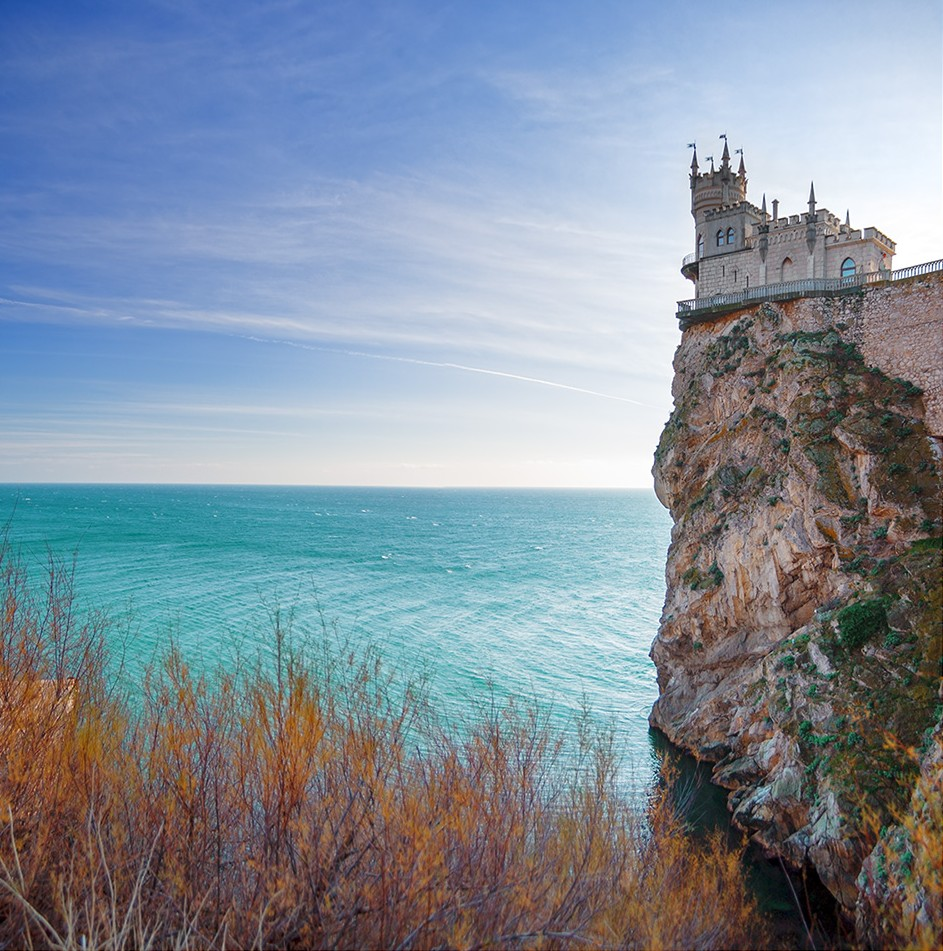
Мис Ай-Тодор

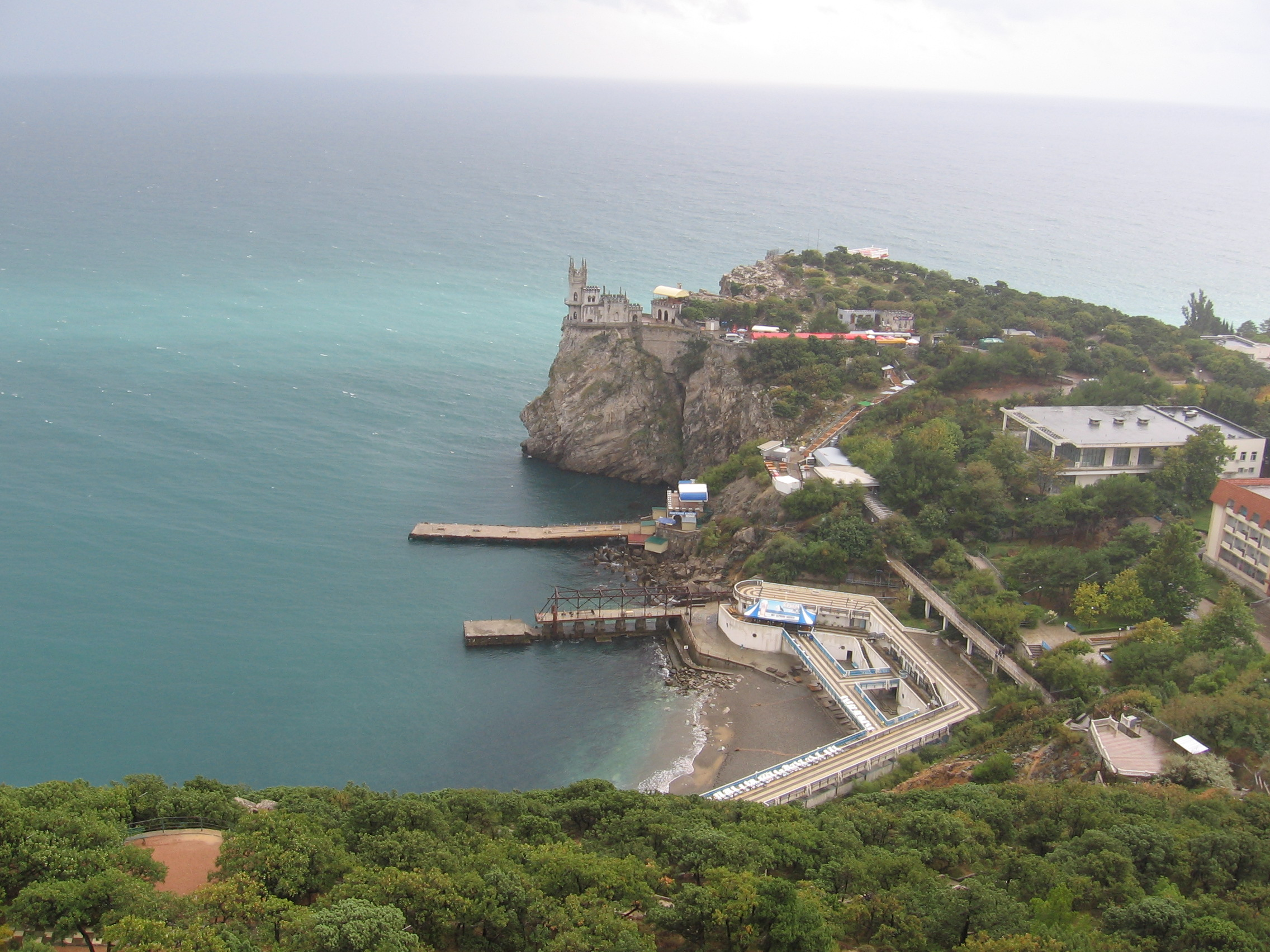
Мис Ай-Тодор

44°25′43″ пн. ш. 34°07′34″ сх. д. / 44.42861° пн. ш. 34.12611° сх. д.
Ай-Тодо́р (крим. Ay Todor) — мис на півдні Криму, за 8,5 км на північний захід від Ялти. Замикає із заходу Ялтинську бухту. Висота близько 90 метрів. Ай-Тодор в перекладі з грецької мови «Святий Федір».

## Загальний опис
Мис Ай-Тодор складається з трьох скелястих відрогів гори Могабі, що утворюють майже недоступний з моря масив. На одному з відрогів розташований знаменитий замок Ластівчине гніздо, побудований в псевдоготичному стилі в кінці XIX століття. У раннє середньовіччя тут стояв монастир святого Федора, який і дав назву мису. Лише невелика бухточка з пляжем представляє єдину зручну пристань. Тому лівий (східний) відріг мису називається Лімен-Бурун (з кримськотатарського «мис гавані»).
Збереглися залишки римського військового табору Харакс, що існував в I—III столітті.
В 1835 році за участю головнокомандувача Чорноморського флоту М. П. Лазарева на самому південному відрогу мису заснований Ай-Тодорський маяк, який працює досі і є одним з найстаріших маяків Чорного моря.